# Горчица
Горчица или горки тролист (лат. Menyanthes trifoliata) је  вишегодишња биљка из фамилије Menyanthaceae. Извор назива рода Menyanthes везује се за грчке речи menyein, што значи бити видан, упадљив и anthos, што значи цвет. Род обухвата само ову једну врсту, која мало варира. Народни назив у Србији добила је због горког укуса листова, који су пореклом од хетерозида. Ова хемијска једињења доприносе лековитости ове биљке. У народној медицини користи се за лечење болести желуца и плућа. 

## Опис врсте
Горчица је зељаста биљка, висине до 35 cm. Има ризом, који је пузећи, ваљкаст, чланковит и разгранат, зелене или беличастожућкасте боје. Листови су троделни, по чему је врста и добила назив. На дугачким су дршкама, од 7 до 30 cm. При основи су проширени у рукавац. Листићи су дуги до 15 cm и широки од 5 до 6 cm. Они су седећи или се налазе на кратким дршкама. Облик листића је овални, елиптични или издужено објајасти. По ободу су обично цели, али могу бити плитко назубљени. Врх је затупаст или зашиљен. Цветови се налазе на врху стабљике и формирају гроздасту цваст. Чашица је петодела, а круница је беле боје, скоро до средине издељена на пет раширених и надоле повијених режњева. На површини су видљиве дуге и меснате длаке. У складу са грађом остатка цвета, и прашника има пет, а антере су тамнољубичасте боје. На крају тучка је дводелни жиг, а постоје разлике у дужини стубића тучка, односно, изражена је хетеростилија. Плод је чаура, лоптастог до јајастог облика, једноока. При пуцању се отвара у две уздужне пукотине, или остаје затворена. Семе је лоптасто или сочивасто, глатко и сјајно, светлосмеђе боје. Цвета у мају и јуну, а понекад може да дође и до другог цветања у августу.

## Распрострањење у Републици Србији
Горчица се у Србији јавља на Власини, Копаонику (Гобеља), Старој планини (Копрен), у околини Ћуприје (Вражја бара), као и на Видличу. Настањује мочваре, влажне јаруге, тресаве, влажне ливаде и приобални део језера и река. Представља елемент бореалне флоре.  

## Угроженост и заштита врсте
Станишта попут оних какве горчица насељава једна су од најугроженијих станишта у Србији. Као и многе друге врсте које су бореалног порекла и у Србији настањују влажна станишта, горчица има статус строго заштићене биљне врсте. 

## Галерија
- Цваст горчице
- Хабитус горчице
- Станиште горчице на планини Дурмитор
- Цвет горчице
- Препознатљиви троделни листови горчице